# Tùng Dương, Lệ Thủy
Tùng Dương (tiếng Trung: 松陽縣, Hán Việt: Tùng Dương huyện) là một huyện thuộc địa cấp thị Lệ Thủy, tỉnh Chiết Giang, Cộng hòa Nhân dân Trung Hoa. Huyện này có diện tích 1406 km2, dân số 230.000 người. Mã số bưu chính là 323400. Huyện lỵ huyện này đóng ở số 1 Tiền Nhai trấn Tây Bình. Huyện Tùng Dương có các đơn vị hành chính trực thuộc gồm 5 trấn (Tây Bình, Cổ Thị, Ngọc Nham, Tượng Khê, Đại Đông Bá), 14 hương, 1 hương dân tộc, 6 xã khu, 6 khu dân cư, 401 thôn hành chính.